# Danh sách tập phim Inu Yasha (mùa 2)

Bìa của bộ đĩa DVD của loạt anime Inu Yasha mùa 2.

Mùa 2 của bộ phim hoạt hình anime Inu Yasha được phát sóng tại Nhật Bản trên kênh Animax từ ngày 28 tháng 5 năm 2001 tới ngày 10 tháng 12 năm 2001, với nội dung dựa trên bộ manga cùng tên của tác giả Takahashi Rumiko. Anime Inu Yasha được công ty Sunrise sản xuất và được đạo diễn bởi Ikeda Masashi (tập 28-44) và Aoki Yashunao (tập 45-54). Cụ thể là trong mùa 2 này, đa phần các mảnh ngọc Tứ Hồn lọt vào tay Nại Lạc (Naraku), và nhóm của Khuyễn Dạ Xoa (Inu Yasha) cũng bắt đầu quá trình chiến đấu quyết liệt và dai dẳng với Nại Lạc và các phân thân của y. Mùa 2 cũng chứng kiến sự thành thục trong việc sử dụng thanh Thiết Toái nha của Khuyển Dạ Xoa, thể hiện qua việc anh sử dụng thành thạo Phong chi thương và Bộc lưu phá trong trận đánh trận đánh với Long Cốt Tinh (Ryūkotsusei) ở tập 54.
Tại Bắc Mỹ, hãng Viz Media, một công ty con của Shogakukan, nắm bản quyền phát hành. Bản anime lồng tiếng Anh của mùa 1 được chiếu trên kênh Cartoon Network từ ngày 22 tháng 1 năm 2003 tới ngày 1 tháng 5 năm 2004, như một phần của chương trình Adult Swim. Các tập Anime Inu Yasha mùa 2 cũng được Viz phát hành trong bộ 9 đĩa DVD vào ngày 8 tháng 11 năm 2005.
Có 4 bài hát chính được dùng trong mùa 2 này:
- Bài hát mở đầu Change the World thể hiện bởi V6 (tập 28-34).
- Bài hát mở đầu I am thể hiện bởi Hitomi (tập 35-54).
- Bài hát kết thúc Fukai Mori (深い森 Rừng thẳm?) thể hiện bởi Do As Infinity (tập 28-41).
- Bài hát kết thúc Dearest thể hiện bởi Hamasaki Ayumi (tập 42-54).

## Danh sách các tập anime
| STT | Tên tập phim | Ngày phát sóng gốc        |
| --- | --- | ------------------------- |
| 28 | "Di Lặc pháp sư rơi vào cái bẫy tàn khốc" "Kakokuna Wana ni Kakatta Miroku" (過酷な罠にかかった弥勒)                                                      | ngày 28 tháng 5 năm 2001  |
| Di Lặc pháp sư bị trúng kế của một tên yêu quái bọ ngựa khi nó giả dạng làm một cô gái xinh đẹp, kết quả la Phong huyệt của anh bị thương khi chiến đấu với nó và anh phải tới ngôi chùa của sư phụ mình để chữa trị. Tuy nhiên, sư phụ anh lại bị một tên yêu quái khác khống chế và tấn công Di Lặc còn đang bị thương. | |                           |
| 29 | "Nỗi đau của San Hô và tính mệnh của Hổ Phách" "Sango no Kunou to Kohaku no Inochi" (珊瑚の苦悩と琥珀の命)                                                | ngày 4 tháng 6 năm 2001   |
| Nại Lạc hồi sinh Hổ Phách bằng một mảnh ngọc Tứ Hồn và xoá sạch ký ức của cậu đi vì sợ cơ thể của cậu không thể chịu đựng được nỗi đau do ký ức đó mang lại. Sau đó y dùng Hổ Phách như một tay chân và một công cụ của mình, cụ thể là y hứa với San Hô sẽ cho Hổ Phách sống mãi nếu cô chịu cướp Thiết Toái nha và đưa cho y. | |                           |
| 30 | "Thiết Toái nha bị lấy cắp ! Quyết chiến tại ngôi thành của Nại Lạc !" "Nusumareta Tetsusaiga Taiketsu Naraku no Shiro!" (盗まれた鉄砕牙 対決 奈落の城！) | ngày 11 tháng 6 năm 2001  |
| Sau khi đánh cắp Thiết Toái nha, San Hô nhận ra rằng công tử Hitomi Kagewaki, con trai vị lãnh chúa đã thuê San Hô và các đồng đội trong cái hôm mà đồng đội và cả làng cô bị giết, chính là do Nại Lạc giả dạng. Tuy nhiên, một mình San Hô lúc đó không thể đối đầu với Nại Lạc cho tới khi Khuyển Dạ Xoa và các bạn bè khác tới giải cứu cô. | |                           |
| 31 | "Yêu quái Điện Điện Nhi tốt bụng nhưng luôn ưu sầu" "Kokoroyasashiki Aishū no Jinenji" (心優しき哀愁の地念児)                                             | ngày 18 tháng 6 năm 2001  |
| Khi tới một ngôi làng tìm thuốc trị thương cho San Hô và Vân Mẫu, Khuyển Dạ Xoa và Nhật Mộ Li nghe một tin đồn về một bán yêu tên Điện Điện Nhi đã từng giết hại rất nhiều dân làng. Trong khi Khuyển Dạ Xoa điều tra chân tướng sự việc, Nhật Mộ Li ở cùng với gia đình Điện Điện Nhi và ra sức động viên cũng như bảo vệ anh ta. Xúc động bởi tấm lòng nhân hậu của Nhật Mộ Li, Điện Điện Nhi đã liều thân bảo vệ cô và dân làng trước tên yêu quái, thủ phạm thật sự của những vụ giết người này. | |                           |
| 32 | "Cát Cánh và Khuyển Dạ Xoa trong tà khí" "Jaki ni Ochita Kikyō to Inuyasha" (邪気に落ちた桔梗と犬夜叉)                                                    | ngày 25 tháng 6 năm 2001  |
| Nại Lạc bị bất ngờ khi biết A Li còn sống. Trong lúc đó, Khuyển Dạ Xoa và bạn bè đang điều tra và những yêu quái trên một ngọn núi và Cát Cánh đột ngột xuất hiện khi đó. Cả nhóm chiến đấu với lũ yêu quái nhưng linh hồn của những yêu quái bị đánh bại lại sáp nhập với Nại Lạc. Kết quả là y có được một cơ thể mới và sau đó y bắt cóc Cát Cánh. | |                           |
| 33 | "Cát Cánh bị bắt giữ bởi Nại Lạc" "Torawareta Kikyō to Naraku" (囚われた桔梗と奈落)                                                                       | ngày 2 tháng 7 năm 2001   |
| Cả nhóm Khuyển Dạ Xoa nhanh chóng tìm cách giải cứu Cát Cánh nhưng sau đó họ rơi vào cái bẫy của Nại Lạc và gặp những ảo giác về các khoảnh khắc làm họ sợ nhất. May mắn là Nhật Mộ Li không bị ảo giác, nhưng cô chạm trán Cát Cánh và viên ngọc Tứ Hồn của cô bị Cát Cánh lấy mất để đưa cho... Nại Lạc. | |                           |
| 34 | "Thiết Toái nha và Thiên Sinh nha" "Tenseiga to Tetsusaiga" (天生牙と鉄砕牙)                                                                              | ngày 9 tháng 7 năm 2001   |
| Sát Sinh Hoàn, bất mãn với việc mình chỉ thừa kế Thiên Sinh nha, ép buộc ông lão thợ rèn Đao Đao Trai rèn cho mình một thanh kiếm mạnh như Thiết Toái nha. Đao Đao Trai kiên quyết từ chối và cầu cứu Khuyển Dạ Xoa, điều này khiến hai anh em lại chạm trán nhau, nhưng lần này Khuyển Dạ Xoa phải đối phó với Sát Sinh Hoàn với khả năng phòng thủ mới nhờ một cánh tay rồng mạnh mẽ. | |                           |
| 35 | "Người sở hữu thật sự của thanh kiếm lừng danh" "Meitō ga Erabu Shin no Tsukai Te" (名刀が選ぶ真の使い手)                                                 | ngày 16 tháng 7 năm 2001  |
| Kết quả của trận đánh nhau là hai anh em khám phá ra những sức mạnh tuyệt đỉnh của thanh kiếm mình thừa kế: tuyệt chiêu khủng khiếp Phong chi thương và khả năng bảo vệ mạng sống cho người chủ của Thiên Sinh nha. Tất nhiên, dù được cứu sống nhưng Sát Sinh Hoàn bị Phong chi thương đánh trọng thương nằm một chỗ và được cứu chữa bởi cô bé mồ côi Tiểu Linh, người mà anh cứu sống bằng Thiên Sinh nha sau khi cô bị thuộc hạ của Cương Nha giết chết. | |                           |
| 36 | "A Li bị bắt cóc ! Yêu quái sói siêu tốc Cương Nha !" "Kagome Ryakudatsu! Chōsoku no Yōrō Kōga!" (かごめ略奪！ 超速の妖狼 鋼牙)                           | ngày 23 tháng 7 năm 2001  |
| Nhật Mộ Li phát hiện ra 2 mảnh ngọc Tứ Hồn trên chân yêu quái sói Cương Nha, nguyên nhân khiến anh chạy cực nhanh và có những cú đá cực mạnh. Thế là Cương Nha quyết định bắt cóc Nhật Mộ Li, mưu dùng khả năng nhận biết ngọc Tứ Hồn của cô để đánh bại lũ yêu quái chim lâu nay vẫn luôn xâm lược vá quấy nhiễu lãnh địa bộ tộc sói của Cương Nha. | |                           |
| 37 | "Kẻ phải lòng A Li" "Kagome ni Horeta Aitsu" (かごめに惚れたあいつ)                                                                                       | ngày 30 tháng 7 năm 2001  |
| Trong khi Khuyển Dạ Xoa và bạn bè tìm đến lãnh địa của Cương Nha để cứu Nhật Mộ Li, Nhật Mộ Li đã đồng ý hợp tác với Cương Nha với điều kiện là bộ tộc sói không làm hại bạn bè của cô, hơn nữa cô cũng nhận thấy Cương Nha không hẳn là một yêu quái xấu xa. Cuối cùng thì cả nhóm cũng đánh bại được bọn yêu quái chim, nhưng trong trận đánh Cương Nha đã hét to trước mặt mọi người rằng anh yêu Nhật Mộ Li, điều này làm Khuyển Dạ Xoa ghen đến phát điên lên. | |                           |
| 38 | "Hai trái tim, một ý nghĩ" "Hanarete Kayō Futari no Kimochi" (はなれて通うふたりの気持ち)                                                                 | ngày 6 tháng 8 năm 2001   |
| Sau một trận cãi nhau nảy lửa vì cơn ghen của Khuyển Dạ Xoa, Nhật Mộ Li bỏ về nhà. Lúc đó bạn bè cô, với nỗ lực gán ghép Nhật Mộ với anh bạn cùng lớp Bắc Điều, thông báo với A Li rằng có thể cô sẽ "mất" Bắc Điều vào tay một nữ sinh khác. Trong khi đó, Thất Bảo đem chuyện cãi nhau của Khuyển Dạ Xoa và Nhật Mộ Li kể cho Phụng lão lão nghe, hi vọng bà có thể đưa ra một lời khuyên... | |                           |
| 39 | "Bị gài bẫy vào một trận tử chiến" "Shikumareta Shitō" (仕組まれた死闘)                                                                                   | ngày 13 tháng 8 năm 2001  |
| Nhiều thuộc hạ của Cương Nha đã bị một người phụ nữ bí ẩn dụ vào một lâu đài và tiêu diệt. Cô ta sau đó dụ Cương Nha vào bãi chiến trường với một mảnh ngọc Tứ Hồn nhiễm bẩn, cốt cho anh nhìn thấy Khuyển Dạ Xoa giữa đám xác chết và lầm tưởng anh giết hại họ, mục đích để hai người đánh nhau. Trong khi đó San Hô và Di Lặc pháp sư cũng tiến vào lâu đài và phát hiện ra cô ta chính là một thuộc hạ của Nại Lạc... | |                           |
| 40 | "Chiếc bẫy chết người của Thần Lạc, sứ giả của gió" "Kazetsukai Kagura no Yōennaru Wana" (風使い神楽の妖艶なる罠)                                         | ngày 20 tháng 8 năm 2001  |
| Khuyển Dạ Xoa không tìm được cách nào để dùng cuộc chiến với Cương Nha cho đến khi Thần Lạc lộ rõ chân tướng là một phân thân của Nại Lạc. Vì Thần Lạc có khả năng điều khiển gió nên Phong chi thương trở nên vô dụng cho đến khi Nhật Mộ Li tạo ra một vết thương gió nhờ vào mũi tên thanh tẩy, vì vậy Thần Lạc bị đánh trọng thương và phải rút lui. Lúc đó, Khuyển Dạ Xoa tình cờ thấy một vết sẹo hình con nhện trên lưng cô. | |                           |
| 41 | "Điệu nhảy của Thần Lạc và chiếc gương của Vô Thần" "Kagura no Mai to Kanna no Kagami" (神楽の舞と神無の鏡)                                               | ngày 27 tháng 8 năm 2001  |
| Khi cả nhóm đi qua một ngôi làng, Di Lặc pháp sư tình cờ gặp lại một cô gái trẻ đã từng thâm yêu anh trước đây. Trong lúc đó, Thần Lạc và chị gái cô là Vô Thần theo lệnh Nại Lạc tấn công vào chính ngôi làng đó và điều khiển dân làng bằng cách hút linh hồn của họ. Vô Thần cũng đã thử hút linh hồn của Nhật Mộ Li, nhưng vì nó quá lớn nên tấm gương bị quá tải, Vô Thần không thể hút được hết linh hồn của Nhật Mộ Li và buộc phải rút lui. | |                           |
| 42 | "Phong chi thương bị vô hiệu hoá" "Yaburareta Kaze no Kizu" (破られた風の傷)                                                                              | ngày 3 tháng 9 năm 2001   |
| Khuyển Dạ Xoa lại tiếp tục chạm trán với Thần Lạc, lân này anh gặp khó khăn do không có sự giúp đỡ của Nhật Mộ Li, đồng thời Thần Lạc lại dùng dân làng làm bia đỡ đạn. Sau đó Khuyển Dạ Xoa cũng dùng được Phong Chi Thương, nhưng lại bị chiếc gương của Vô Thần hất ngược lại khiến anh bị thương nặng. Thêm vào đó, Nại Lạc xuất hiện và tiết lộ cho cả nhóm một tin gây sốc: rằng chính Cát Cánh đã cướp các mảnh ngọc Tứ Hồn của Nhật Mộ Li và đưa cho y. Cả nhóm và dân làng chỉ may mắn thoát hiểm do chiếc gương của Vô Thần không thể hút được linh hồn A Li, cô phải giải phóng tất cả các linh hồn trong đó và sau cùng Nại Lạc và các thuộc hạ buộc phải rút lui. | |                           |
| 43 | "Thiết Toái nha bị vỡ !" "Tsuini Oreta Tetsusaiga!" (ついに折れた鉄砕牙！)                                                                                | ngày 10 tháng 9 năm 2001  |
| Sau trận đánh, Khuyển Dạ Xoa nhất quyết tìm Cát Cánh để hỏi cho ra nhẽ về chuyện cô đưa ngọc Tứ Hồn cho Nại Lạc và cô trả lời rằng đó là một phần trong kế hoạch tiêu diệt Nại Lạc. Trong khi đó, Ngộ Tâm Quỷ, phân thân thứ ba của Nại Lạc tấn công Khuyển Dạ Xoa, và y đã làm gãy thanh Thiết Toái nha, nhưng cũng vì thế mà Khuyển Dạ Xoa biến thành dạng yêu quái 100%. | |                           |
| 44 | "Thanh kiếm tà ác của Hôi Nhẫn Phường" "Kaijinbō no Jaakuna Tsurugi" (灰刃坊の邪悪な剣)                                                                   | ngày 17 tháng 9 năm 2001  |
| Phát hiện ra việc răng Ngộ Tâm Quỷ có thể cắn vỡ Thiết Toái nha, Sát Sinh Hoàn đem đầu của y tới tay thợ rèn Hôi Nhẫn Phường, yêu cầu y rèn một thanh kiếm từ răng Ngộ Tâm Quỷ. Trong khi đó, Đao Đao Trai sửa chữa lại Thiết Toái nha, nhưng nó trở nên quá nặng, trong khi Hôi Nhẫn Phương lại tìm đến chỗ Khuyển Dạ Xoa với một vũ khí mới: Nanh Quỷ... | |                           |
| 45 | "Sát Sinh Hoàn, chủ nhân Nanh quỷ" "Sesshōmaru, Tōkijin o Furū" (殺生丸、闘鬼神を振るう)                                                                  | ngày 10 tháng 8 năm 2001  |
| Hôi Nhẫn Phường bị chính thanh Nanh quỷ tiêu diệt vì sức mạnh tà ác của nó quá lớn, y không chịu nổi. Trong khi đó, Thần Lạc chỉ chỗ của Nanh quỷ cho Sát Sinh Hoàn và xem hai anh em đánh nhau. Sau trận đánh, cô nhận xét là Sát Sinh Hoàn đủ mạnh để tiêu diệt Nại Lạc và giải phóng Thần Lạc khỏi sự kìm kẹp của y. | |                           |
| 46 | "Thú Lang Hoàn và Ảnh Lang Hoàn" "Jūroumaru to Kagerōmaru" (獣郎丸と影郎丸)                                                                               | ngày 15 tháng 10 năm 2001 |
| Trước sự tấn công của anh em Ảnh Lang Hoàn và Thú Lang Hoàn, hai phân thân đáng sợ của Nại Lạc, Khuyển Dạ Xoa và Cương Nha buộc lòng phải hợp tác với nhau. | |                           |
| 47 | "Trái tim Nhện quỷ còn sót lại trong cơ thể Nại Lạc" "Naraku ni Nokoru Onigumo no kokoro" (奈落に残る鬼蜘蛛の心)                                          | ngày 22 tháng 10 năm 2001 |
| Bực bội trước việc Khuyển Dạ Xoa và Cương Nha luôn cãi nhau, Nhật Mộ Li giận bỏ về nhà. Trong khi đó, Nại Lạc tìm giết Cát Cánh, nhưng y không thể ra tay vì trong cơ thể y vẫn còn trái tim Nhện quỷ, kẻ thầm si mê Cát Cánh. Cuối cùng, Nại Lạc quyết định cướp đoạt hết toàn bộ các linh hồn mà Cát Cánh cần để duy trì sự sống, điều này khiến cô suy kiệt nhanh chóng và gục xuống chỗ cây cổ thụ thần thánh, nơi cô phong ấn Khuyển Dạ Xoa. | |                           |
| 48 | "Trở về nơi chúng ta gặp nhau lần đầu tiên" "Deatta Basho ni Kaeritai!" (出会った場所に帰りたい!)                                                         | ngày 29 tháng 10 năm 2001 |
| Cát Cánh nhanh chóng được nhóm Khuyển Dạ Xoa cứu, nhưng chứng kiến việc Khuyển Dạ Xoa và Cát Cánh bên nhau khiến Nhật Mộ Li cảm thấy ghen và buồn khổ, cô bỏ về nhà sau khi để lại số thuốc men dự trữ cho San Hô và Di Lặc pháp sư. Thậm chí Nhật Mộ Li đã tính trả lại số ngọc Tứ Hồn và từ bỏ công việc tìm kiếm nó, nhưng sau khi nghe lời khuyên của mẹ mình, Nhật Mộ Li quyết định quay về với Khuyển Dạ Xoa, cô nói rằng mặc dù cô không mong đợi mình có thể "cạnh tranh" với Cát Cánh nhưng cô luôn mong muốn được ở bên cạnh và chiến đấu cùng Khuyển Dạ Xoa. | |                           |
| 49 | "Ký ức bị thất lạc của Hổ Phách" "Ushinawareta Kohaku no Kioku" (失われた琥珀の記憶)                                                                      | ngày 5 tháng 11 năm 2001  |
| San Hô tìm thấy em trai mình, Hổ Phách khi cậu đang bị một nhó yêu quái tấn công, nhưng sau phát hiện ra rằng cậu đá bị mất trí nhớ. Tuy nhiên Khuyển Dạ Xoa nghi ngờ Hổ Phách và cho cậu nhập nhóm rất miễn cưỡng. Sau đó, Thần Lạc chỉ huy một nhóm yêu quái tấn công, và San Hô, Nhật Mộ Li, Vân Mẫu dẫn Hổ Phách trốn vào rừng trong khi Khuyển Dạ Xoa và Di Lặc pháp sư chống trả cuộc tấn công. | |                           |
| 50 | "Khuôn mặt không thể nào quên" "Ano Kao ga Kokoro kara Kienai" (あの顔が心から消えない)                                                                   | ngày 12 tháng 11 năm 2001 |
| Bất thình lình Hổ Phách nhận được mệnh lệnh của Nại Lạc và tấn công Nhật Mộ Li. Nhận biết được việc này, Khuyển Dạ Xoa nhanh chóng quay lại cứu nhưng rồi anh thấy Hổ Phách đã bị San Hô khống chế. Lúc này, San Hô quyết định giết chết em trai mình và sau đó cô sẽ tự sát theo... | |                           |
| 51 | "Tâm hồn của Khuyển Dạ Xoa bị tàn phá" "Kokoro wo kuwa re ta Inuyasha" (心を喰われた犬夜叉)                                                               | ngày 19 tháng 11 năm 2001 |
| Khi chiến đấu bảo vệ một ngôi làng trước sư tấn công của một băng cướp, Khuyển Dạ Xoa và Di lặc pháp sư bị tên yêu quái ngài nhốt trong một cái kén làm bằng tơ chứa đầy độc dược, thậm chí thanh Thiết Toái nha cũng bị cướp mất. Tuy nhiên, khi không có Thiết Toái nha, Khuyển Dạ Xoa bắt đầu biến thành yêu quái 100%... | |                           |
| 52 | "Dừng lại, bản tính yêu quái !" "Tomerareni! Yōkai no Hounsho" (止められない！ 妖怪の本性)                                                                | ngày 26 tháng 11 năm 2001 |
| Khuyển Dạ Xoa biến thành dạng yêu quái 100% và bắt đầu mất kiểm soát chính mình, anh chém giết bất cứ ai trong tầm mắt. Trong lúc đó, Sát Sinh Hoàn tới nơi và bắt đầu thẩm tra sức mạnh của em trai mình khi biến thành yêu quái. | |                           |
| 53 | "Kẻ thù cũ của cha, Long Cốt Tinh" "Chichi no Shukuteki, Ryukotsusei" (父の宿敵 竜骨精)                                                                   | ngày 3 tháng 12 năm 2001  |
| Khuyển Dạ Xoa tìm tới Đao Đao Trai để hỏi về cách nâng cao sức mạnh của mình và cách dùng Thiết Toái nha dễ dàng hơn. Câu trả lời là: "giết Long Cốt Tinh", một đại yêu quái rồng và là cựu thù của Khuyển Đại tướng. Đây có vẻ là một nhiệm vụ dễ dàng - vì Long Cốt Tinh đã bị Khuyển Đại tướng phong ấn - cho đến khi Nại Lạc phá đám bằng cách hoá giải phong ấn của y. | |                           |
| 54 | "Tuyệt chiêu của Thiết Toái nha: Bộc lưu phá" "Tetsusaiga no Ougi Bakuryū" (鉄砕牙の奥義 爆流破)                                                          | ngày 10 tháng 12 năm 2001 |
| Khuyển Dạ Xoa bị Long Cốt Tinh đánh trọng thương và anh buộc phải chiến đấu trong hình dạng yêu quái 100% để bảo vệ tính mạng. Có điều sau đó anh quyết tâm dùng hình dạng bình thường của mình để đương đầu với y, kết quả là Khuyển Dạ Xoa đã vung được thanh Thiết Toái nha rất dễ dàng, và học được thêm tuyệt chiêu mới: Bộc lưu phá. | |                           |